# 페르소나 논 그라타
페르소나 논 그라타(Persona non grata, (PNG), 라틴어로 "환영할 수 없는 인물 혹은 좋아하지 않는 인물"이라는 뜻)는 외교적 용어로서, 기피 인물이라는 뜻이다. 이는 외교관계에 대한 비엔나협약 제9조에 명시되어있다. 대사나 공사 등의 외교사절이 어떤 이유로 접수국 정부가 받아들이기 어려울 때, 접수국은 이에 대해서 별다른 이유를 밝히지 않고 'Persona non grata'라고 선언할 수 있는 것을 말한다. 이 통고를 받았을 경우 파견국은 해당 직원을 본국으로 소환· 해임해야 되며, 이를 거부하거나 이 의무를 이행하지 않았을 경우 접수국은 외교 관계에 관한 빈 협약에 따라 외교사절로 인정치 않아도 되며 해당 인물의 외교적 면책 특권을 박탈할 수 있다.

## 사례

### 한국 러시아 외교관 맞추방 사건
한국과 러시아 간 외교적 마찰에 따라서 양국은 서로의 외교관을 PNG로 지정하고 서로 맞추방하였다.

### 파키스탄 출신 외교관 아그레망 거절
2010년대에 파키스탄의 고위외교관이 사우디아라비아, 바레인, UAE에 특명전권대사로 임명되었으나, 세 국가 모두로부터 아그레망을 받지 못하였다. 이는 그의 이름이 아랍어로는 욕설에 해당하였기 때문이었다.

### 스크리팔 부녀 음독 사건
2018년 3월 4일 러시아 출신 용의자가 영국에 거주 중이였던 세르게이 스크리팔을 독살하려 했다. 이로 인해 서방 국가들과 러시아 간에 페르소나 논 그라타 지정으로 대규모적으로 상호 간 외교관을 맞추방하였다.

### 김정남 암살 사건
2017년에 김정일의 장남 김정남이 쿠알라룸푸르 공항에서 독극물로 암살당하면서, 말레이시아는 북한과의 단교를 선언하였고, 주말레이시아 북한대사였던 강철을 외교적 기피인물로 지정하고 48시간 이내 출국을 요청하였다. 북한도 이에 주북한 말레이시아 대사관의 철수를 요구하였다.

### 그외 사례들
국가 간 사이가 안좋을때 자주 사용되는 것이 외교적 기피 인물 지정 및 추방이다. 대표적으로 인도와 파키스탄은 상대방의 외교관을 외교적 마찰에 따라서 추방한 적이 있다. 스웨덴이 북대서양조약기구 가입을 피력하면서 러시아는 이에 대한 불만으로 자국 내 스웨덴 외교관들을 추방하였다. 또한 러시아 내 알렉세이 나발니 석방시위에 참가하였다는 이유로 독일, 폴란드, 스웨덴 외교관에 추방명령을 내렸고, 이들도 똑같이 자국 내 러시아 외교관들을 추방시켰다. 북한의 외교관들도 심심찮게 밀수, 뇌물, 납치 등 사유 및 대북제재로 인해서 많은 수가 추방당했다.

## 같이 보기
- 외교 관계에 관한 빈 협약